# Cleome werdermannii
Cleome werdermannii är en paradisblomsterväxtart som beskrevs av Adolf Ernst. Cleome werdermannii ingår i släktet paradisblomstersläktet, och familjen paradisblomsterväxter. Inga underarter finns listade i Catalogue of Life.